# Love You Better (песня Фьючера)
«Love You Better » — песня американского рэпера Фьючера из его девятого студийного альбома I Never Liked You (2022). Она была отправлена на радиостанции 26 июля 2022 года в качестве четвёртого сингла из альбома.

## Композиция
«Love You Better» — песня о расставании, содержащая «измельчённый» вокальный сэмпл и песню Фьючера, который поёт своей бывшей возлюбленной: «Надеюсь, ты сможешь найти кого-то, кто будет любить тебя лучше, чем я». Альфонс Пьер из Pitchfork описал, что в тексте Фьючер «звучит так, будто он извиняется перед девушкой, но на самом деле пытается манипулировать ею, чтобы она его пожалела».

## Отзывы
Песня получила одобрение музыкальных критиков. В своём обзоре Pitchfork на «I Never Liked You» Альфонс Пьер неоднозначно отнёсся к этой песне, посчитав её лучшим представлением альбома о том, что новая музыка Фьючера звучит так же, как и его старая, но не так хорошо, как раньше. Пьер прокомментировал: «Звучит неплохо, но я чувствую себя равнодушным. Душевная боль не обязательно должна быть настоящей, но она должна ощущаться искренне, а с Фьючером этого больше нет».

## Музыкальное видео
Официальное музыкальное видео было выпущено 21 июля 2022 года. В клипе Фьючер изображён в клоунском гриме и испытывает печаль, в то время как его бывшая партнёрша (изображённая актрисой Шеннон Торнтон) наслаждается жизнью со своим новым бойфрендом. Видео начинается с рекламного щита, рекламирующего песню, и ещё одного, на котором изображён «неназванный» футболист, что отсылает к игроку НФЛ Расселу Уилсону, который женат на певице Сиаре, бывшей девушке Фьючера в реальной жизни. Пара прогуливается перед своим особняком и фотографируется с маленькой дочерью, а в другой сцене бывшая подруга Фьючера делится своими секретами с группой женщин.

## Чарты

### Еженедельные чарты
| Чарт (2022)                           | Высшая позиция |
| ------------------------------------- | -------------- |
| Канада (Billboard Canadian Hot 100)   | 46             |
| Мир (Billboard Global 200)            | 23             |
| Великобритания (UK Singles Chart)     | 100            |
| США (Billboard Hot 100)               | 12             |
| США (Billboard Hot R&B/Hip-Hop Songs) | 8              |
| США (Billboard Rhythmic)              | 22             |

## Сертификации
| Регион                                                                      | Сертификация | Продажи   |
| --------------------------------------------------------------------------- | ------------ | --------- |
| США (RIAA)                                                                  | Платиновый   | 1 000 000 |
| Данные о продажах + прослушиваниях приведены только на основе сертификации. |              |           |